# راوند توب (تكساس)
راوند توب، تكساس

راوند توب (بالإنجليزية: Round Top)‏ هي مدينة أمريكية تقع في ولاية تكساس.تبلغ مساحة هذه المدينة 2.5 (كم²)،ويبلغ عدد سكانها 77 نسمة حسب إحصاء سنة 2010 م. تشير إحصاءات سنة 2000م بأن الكثافة السكانية في هذه المدينة تقدر بـ(31.1) نسمة/كم2.